# 前洲站
前洲站是位于江苏省无锡市惠山区前洲街道的一个铁路车站，邮政编码214181。车站建于2005年，有新长铁路经过该站，现仅办理货运业务，不办理客运业务，车站及其上下行区间未电气化。车站距离新沂站436公里，隶属上海铁路局无锡直属站，是四等站。